# ヴァレンタイン・ブラウン (第2代ケンメア伯爵)
第2代ケンメア伯爵ヴァレンタイン・ブラウン（英語: Valentine Browne, 2nd Earl of Kenmare PC (Ire)、1788年1月15日 – 1853年10月31日）は、アイルランド貴族。1801年から1812年までキャッスルロス子爵の儀礼称号を使用した。

## 生涯
初代ケンメア伯爵ヴァレンタイン・ブラウンと2人目の妻メアリー・エイルマー（Mary Aylmer、1806年10月16日没、マイケル・エイルマーの娘）の息子として、1788年1月15日に生まれた。
1812年10月3日に父が死去すると、ケンメア伯爵位を継承した。
1816年7月1日、オーガスタ・アン・ウィルモット（Augusta Anne Wilmot、1798年頃 – 1873年8月26日、第2代準男爵サー・ロバート・ウィルモットの娘）と結婚した。
1831年から1853年までケリー統監を務め、1834年11月7日にアイルランド枢密院の枢密顧問官に任命された。1841年8月14日、連合王国貴族であるケリー県におけるキャッスルロスのケンメア男爵に叙された。
1853年10月31日にウスターシャーのグレート・マルヴァーンで死去した。男子をもうけずケンメア男爵位は廃絶、ケンメア伯爵位は弟トマスが継承した。